# 木更津セントラル
木更津セントラル（きさらづセントラル）は千葉県木更津市富士見に存在した、劇場、映画館、ビリヤード、ボウリング場、卓球、ゲームセンターなどの娯楽場が入った複合施設。

## データ
- 所在地：千葉県木更津市富士見台2丁目3-11
開館当時の同市弁天町1765番地
- 映画館観客定員数（2002年時点）
  - セントラル劇場：200人
  - セントラルシネマ：217人

## 概要
1952年7月に「弁天座」として設立開業。1960年2月16日、房総観光開発会社映画部に買収され「木更津セントラル」と改めた。
その後1972年頃に映画館事業を一旦休止し、「木更津セントラルビル」として全面改築。3階にボウリング場「木更津セントラルボウル」をオープン。それから3年後の1975年には、2階に「セントラル劇場」「セントラルシネマ」の2スクリーンを入居させ新たなスタートを切った。当時の木更津で数少ないアミューズメント施設として親しまれ、中には不良だった中学生や高校生達が遊技目的だけではなく、たむろしたりするなどの溜まり場でもあった。そのような当時不良と呼ばれた中高校生達が大人となり、父親・母親として自分の子どもを連れてきて親子で遊ぶ光景も見られた。『ゲームセンターCX』第61回（2008年1月30日放送・フジテレビONE）では、「たまに行くならこんなゲームセンター」のコーナーで当館が取り上げられている。
2006年5月にセントラル劇場を閉鎖させ、同ビル内の映画館をセントラルシネマに一本化させたが、建物の老朽化や映画のデジタルシネマ化の波にのまれる形で2012年1月13日にセントラルシネマが閉館。最終上映作は堤幸彦監督の『はやぶさ/HAYABUSA』であった。それから2年後の2014年8月31日にはビリヤード、卓球、ゲームセンター、ボウリング場などの全てが閉館となり、弁天座から通算して62年に及ぶ歴史の幕を閉じた。木更津市内では2007年10月9日に木更津ムービーランド、2009年1月16日に木更津東映、2010年9月24日に木更津富士館が相次いで閉館しており、セントラルシネマの閉館で市内の映画館がすべて消滅したが、2014年10月18日、イオンモール木更津内にUSシネマ木更津が開業し、2年9か月ぶりに同市内に映画の灯がともった。
閉館後の2015年5月時点でも廃墟として残っており、大島優子主演のテレビドラマ『ヤメゴク〜ヤクザやめて頂きます〜』（2015年・TBS）の第5話のロケ地としても使われたが、2017年頃に解体が行われ、跡地には地上12階建てのマンション「デュオヒルズ木更津」が2020年2月に竣工し、現在に至る。